# Rio Dăbiş
O Rio Dăbiş é um rio da Romênia, afluente do Comana, localizado no distrito de Braşov.